# Brandplekvaalhoed
De brandplekvaalhoed (Hebeloma anthracophilum) is een paddenstoel behorend tot de familie van de Hymenogastraceae. 

## Kenmerken

### Uiterlijke kenmerken
Hoed
De hoed heeft een diameter van 4 tot 8 centimeter. De vorm is klokvormig tot halfbolvormig. De hoed heeft een slijmerige textuur en is beigebruin van kleur met een donkerbruine vlek in het midden van de hoed. De randen van de hoed zijn wit van kleur. 
Lamellen
De lamellen hebben een beige-bruine kleur. 
Steel
De soort heeft een steel van tussen de 5 en 7 centimeter lang, de steel is tussen de 5 en de 7 millimeter breed. De steel is gevuld en later hol.
Geur
Het vlees is wittig van kleur en heeft een lichte geur.

### Microscopische kenmerken
De sporen zijn in bulk roestbruin, pitvormig, wrattig, (9.0) 9.9–12.6 (13.9) x(4.0) 4.6–7.3 (7.8) μm met een Q-getal van (1.37) 1.52–2.43 (2.52) en Q-avg van 1.75–2.06. De basidia zijn cilindrisch tot sleutelbladig, vier- zelden tweesporig en meten 22–35 (37) × 6–8 μm. De cystidia zijn niet afwezig.

## Ecologie
De soort komt voor in zowel de bossen, als op weilanden als in urbaan gebied. De soort komt voornamelijk voor op verbrande houtresten en de uitwerpselen van dieren.

## Verspreiding
In Nederland staat de soort op de rode lijst.  